# چاینا گلکسی
چاینا گلکسی (انگلیسی: China Galaxy Securities) شرکت سرمایه‌گذاری چینی است، که در سال ۲۰۰۷ تأسیس شد.